# Oliver Ebenhöh
Oliver Ebenhöh (* 5. Februar 1970 in Oldenburg) ist ein deutscher Biophysiker. Er wirkte von 2013 bis 2018 als Juniorprofessor und seit 2018 als Professor für Quantitative und Theoretische Biologie an der Heinrich-Heine Universität Düsseldorf. Dort ist er im Forschungszentrum ZSL angesiedelt, in dem laut Klaus Pfeffer, dem Prorektor für Strategisches Management der Uni, „einige der besten Wissenschaftler der Uni arbeiten“. Weiterhin ist er Teil des Cluster of Excellence on Plant Sciences (CEPLAS).

## Leben
Oliver Ebenhöh (Ahd. Gebirgsplateau) wurde 1970 in Oldenburg geboren, wo sein Vater Wolfgang Ebenhöh als Professor am Institut für Chemie und Biologie des Meeres (ICBM) der Universität Oldenburg tätig war. Er absolvierte sein Physikdiplom 1995 an der Universität Heidelberg und schloss 1996 sein 1. Staatsexamen in Mathematik/Physik ab. Anschließend studierte er unter Reinhart Heinrich an der Humboldt-Universität zu Berlin, an der er 2003 mit einer Arbeit zur strukturellen Analyse metabolischer Netzwerke promovierte. Nach einer Postdoktorandenstelle an der Humboldt-Universität zu Berlin arbeitete er als unabhängiger Gruppenleiter von 2006 bis 2009 am Max Planck Institute for Molecular Plant Physiology in Potsdam-Golm und anschließend bis 2013 als Reader in Systems Biology an der University of Aberdeen.

## Wissenschaftliches Wirken
Oliver Ebenhöh veröffentlichte im Laufe seiner Karriere bisher mehr als 75 wissenschaftliche Publikationen. Zu seinen bekanntesten Arbeiten zählen die im Bereich Metabolismus, andere Schwerpunkte sind die Akklimation der Photosynthese, Biochemie von Polymeren und Interaktionen von Mikroorganismen. Er ist Vize-Vorsitzender des Advisory Committees der Konferenzen der International Study Group for Systems Biology (ISGSB).